# Erythranthe filicaulis
Erythranthe filicaulis är en gyckelblomsväxtart som först beskrevs av Sereno Watson, och fick sitt nu gällande namn av Guy L. Nesom och N.S.Fraga. Erythranthe filicaulis ingår i släktet Erythranthe och familjen gyckelblomsväxter. Inga underarter finns listade i Catalogue of Life.